# Acaciakapokmees
De acaciakapokmees (Anthoscopus caroli) is een zangvogel uit de familie Remizidae (buidelmezen). Deze vogel is genoemd naar zijn ontdekker, de Zweedse ontdekkingsreiziger en natuuronderzoeker Charles (Carl) John Andersson.

## Verspreiding en leefgebied
Deze soort komt voor in centraal en zuidelijk Afrika en telt elf ondersoorten:
- A. c. roccatii: Oeganda, noordoostelijk Congo-Kinshasa, Rwanda, Burundi, westelijk Kenia en noordwestelijk Tanzania.
- A. c. pallescens: westelijk Tanzania.
- A. c. ansorgei: van Congo-Brazzaville, westelijk Congo-Kinshasa tot centraal Angola.
- A. c. rhodesiae: zuidoostelijk Congo-Kinshasa, noordelijk Zambia en zuidwestelijk Tanzania.
- A. c. robertsi: van zuidoostelijk Kenia tot noordoostelijk Zambia, Malawi en noordelijk Mozambique.
- A. c. caroli: van zuidelijk Angola en zuidwestelijk Zambia tot noordelijk Namibië en noordelijk Botswana.
- A. c. winterbottomi: zuidelijk Congo-Kinshasa en noordwestelijk Zambia.
- A. c. rankinei: noordoostelijk Zimbabwe.
- A. c. hellmayri: oostelijk en zuidelijk Zimbabwe, zuidelijk Mozambique en noordoostelijk Zuid-Afrika.
- A. c. sylviella: van zuidelijk-centraal Kenia tot centraal Tanzania.
- A. c. sharpei: van zuidwestelijk Kenia tot noordelijk Tanzania.

## Status
De grootte van de populatie is niet gekwantificeerd maar de soort wordt omschreven als vrij algemeen in zuidelijk Afrika en schaars in oostelijk Afrika. Op de Rode lijst van de IUCN heeft deze soort de status niet bedreigd.